# برنوس

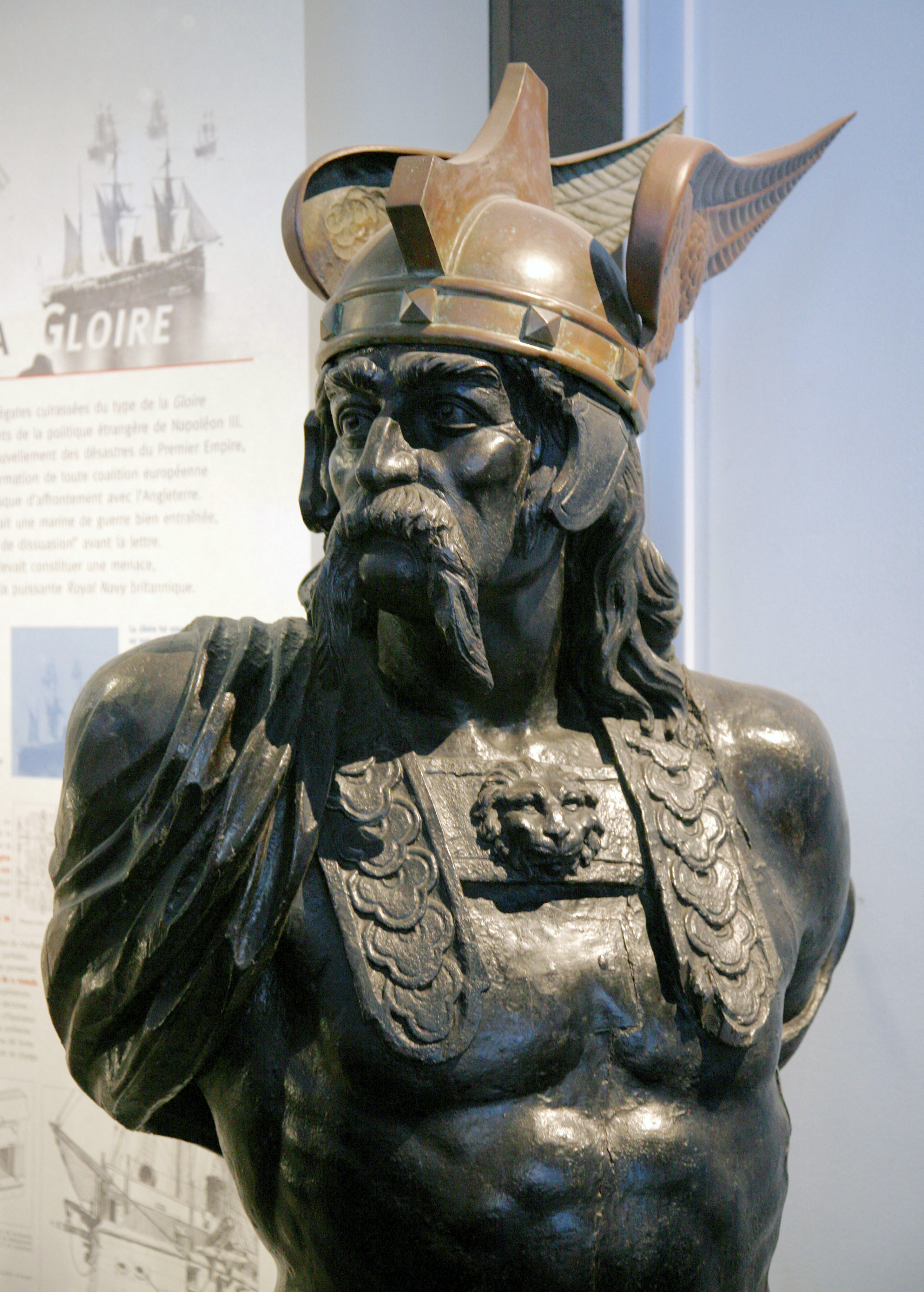
Brennus

برِنوس (Brennus) نام دو تن از سرکردگان سلتی در روزگار باستان است:
1. در ۳۸۷ پیش از میلاد در جنگی به نام نبرد آلیا مردمانی از قوم سلتی به روم حمله کردند، رهبری آنان با برنوس بود. آنان بر همه شهرها به جز شهری به نام کاپیتولاین هیل - که جانانه در برابر ایشان مقاومت کرده بود - چیره شدند. رومی‌ها ناچار شدند تا در برابر آزادی شهرهایشان با برنوس وارد معامله شوند. رومیان پذیرفتند در برابر شهرها هزار پاوند طلا به برنوس بدهند. البته گویا بر سر درستی یا نادرستی وزن طلاها و اینکه گویا پس از تحویل دادن آن از وزن آن کاسته شده است،اختلافی میان سلتی‌ها رخ داده است.این درگیری دنباله داشت تا اینکه مارکوس فوریوس کامیلوس دیکتاتور روم از راه رسید و از این چنددستگی سود برد و جنگ را با گل‌ها آغاز نمود. رومیان، مهاجمان را از شهر بیرون راندند و در جنگ دومی که میان آنها در بیرون از شهر درگرفت کامیلوس کشتار بزرگی از گل‌ها به راه انداخت و فتنه آنان را از خاک روم زدود و دومین بنیادگذار روم لقب گرفت.
2. در ۲۷۹ پیش از میلاد لشکری دیگر از سلتیان به رهبری برنوسی دیگر به مقدونیه و شمال یونان تاختند. در گذر از ترموپیل با پایداری یونانیان رودرورو شد و معبد دلفی را به تاراج برد. او در همان‌جا زخمی شد. او به اپیروس رخنه کرد و گنجینه‌های گرانبهای معبد زئوس، ددونا و المپیا را تاراج کرد. در برابر پایداری سرسختانه یونانیان به ناچار به مقدونیه پس نشست و بر اثر زخمی که خورده بود ،چندی پس از آن مرد. پس از او مردمش به دو دسته پخش شدند. یک دسته از تنگه بوسفور گذشتند و به آسیا پای گذاشتند. سرزمینی که آنان به آن پای گذاشتند از آن پس گالاتیا نام گرفت. دستهٔ دیگر به میهن خود سرزمین گل بازگشتند و با غنائم جنگی برنوس به زندگی پرداختند.

## دربارهٔ نام برنوس
نام برنوس بیشتر به عنوان یک لقب پیش از نام می‌آید و معنایش می‌تواند دلیر،پی‌وَرز و سخت باشد. از واژگان کهن سلتی که از سلتی بریتانیایی مشتق شده‌اند واژه Brenin معنای شاه را می‌دهد.
در کتابهای کهن اروپایی از کسی به نام برنیوس نام برده شده که روم را شکست داد و شاید این شخصیت جلوه‌ای از دو برنوس تاریخی بوده باشد.